# Дуджом Лингпа

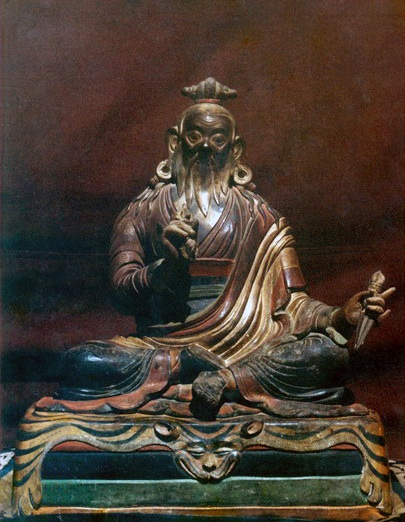
Дуджом Лингпа, статуя

Дуджом Лингпа (bdud 'joms gling pa) (1835—1904) — тибетский буддийский учитель.

## Биография
Несмотря на то, что большую часть своей жизни Дуджом Лингпа проводил среди обычных людей, он был не отделен от Чистых Земель Будд. Он получил только некоторые учения и передачи от живущих мастеров, таких как Лама Джигме, Лама Джамьянг, Каток Чакца Тулку и Патрул Ринпоче. Однако от будд и различных просветлённых существ он непрерывно получал учения в своём «чистом видении».
В возрасте 23 лет Дуджом Лингпа переехал из своего родного дома Долины Сер в Долину Мар. Он жил там долгое время под покровительством семьи Гили Тертон, и в результате стал известен как Гили Тертон.
Тогда, в 25 лет, в скалах Ба-тер Долины Мар Дуджом Лингпа нашёл «пророческий путеводитель» (kha byang) с указаниями на то, как он должен обнаружить и раскрыть свои собственные «сокровища» (терма). В том же году, с помощью «пророческого путеводителя» Дуджом Лингпа начал открывать собственные «земные сокровища» в месте под названием Нгала Такце в Долине Сер.
С тех пор, Дуджом Лингпа открыл в общей сложности двадцать томов тайных учений, спрятанных в IX веке самим Гуру Ринпоче — «сокровища ума» (гонгтер) и «сокровища земли» (сатер), а также множество священных объектов. Они стали известны как «Новые Сокровища Дуджом» (Дуджом Терсар).
Говорят, что Джамьянг Кьенце Вангпо и Джамгон Конгтрул Великий предложили Дуджому Лингпе включить его терма в их собрание «Драгоценная Сокровищница Терма» (Ринчен Тердзо). Однако он вежливо отказался от их доброго предложения, объяснив: «где бы Ринчен Тердзо не был распространен, с моим Терсар будет то же самое».
Свои последние годы, за исключением двух недолгих посещений Долины Дза-чулха, Дуджом Лингпа провел в трех основных местах, а именно: Долине Сер, Долине До и Долине Мар в Восточном Тибете.
В 46 лет Дуджом Лингпа снова посещал Ламаронг и другие места в Верхней Долине Сер. В 54 лет он отправился в Ли Горг, что находится в Верхней Долине До и построил там ретритный дом Дартсанг Калзанг Гон, где он собирался провести оставшуюся часть жизни.
В конце жизни у Дуджома Лингпы было намерение открыть и посетить священную землю Пемакод, что находится в Долине Конгпо в Центральном Тибете. Это одна из четырёх главных Тайных Земель, благословлённых Гуру Ринпоче как скрытое место для преданных практиков Дхармы темного века. Но он не смог это сделать, однако предсказал, что его перевоплощение родится в том месте и откроет эту землю. А также им было предсказано, что «миллиарды существ, которые встретятся с ним, будут освобождены только благодаря видению, признанию, прикосновению, или полученному опыту, и переродятся в Царстве Шамбала». Таким образом, Дуджом Лингпа ушёл в 1904 году и вновь принял рождение как Кьябдже Дуджом Джигдрел Еше Дордже (1904—1987), Второй Дуджом Ринпоче в месте под названием Пемакод.

## Члены семьи и ученики
У Дуджома Лингпы было восемь сыновей:
1. Терсей Дриме Озёр (1881—1924), великий ученый и тертон, чья супруга была известной дакини мудрости Сера Кхандро Девай Дордже (1899—1952)
2. Джигме Тенпей Нима (1865—1926), третий Додрубчен Ринпоче
3. Кхентул Дзамлинг Вангьял (1868—1907), тулку До Кьенце (1800—1866)
4. Тулку Чейо Ригзин Ченмо, умерший в раннем детстве
5. Тулку Лхачен Тобгьял (или просто Тулку Лхатоп)
6. Тулку Пема Дордже (который жил в монастыре Додрубчен)
7. Патрул Намкай Джигме, тулку Патрула Ринпоче
8. Терсей Дордже Драдул (1891—1959), который стал преемником Дуджома Лингпы в Дартцанг Келсанг Гон.

Кроме этого, у Великого тертона Дуджома Лингпы было 13 учеников, которые обрели радужное тело, а также были другие практикующие в этой линии с такими же достижениями, как писал Кьябдже Дуджом Ринпоче в своей книге «Основы и история школы Ньингма тибетского Буддизма».